# Mononykus olecranus
Mononykus olecranus és una espècie de dinosaure teròpode que va viure al Cretaci superior. Les seves restes fòssils s'han trobat a Mongòlia (Formació Nemegt, de fa uns 70 milions d'anys). Es movia sobre dues cames, era molt àgil i probablement corria a grans velocitats, cosa que hauria sigut molt útil en les planes desèrtiques en les que vivia. Tenia un crani petit i les seves dents eren petites i punxegudes, suggerint que menjava insectes i petits animals, com llangardaixos i mamífers. Els gran ulls li haurien permès caçar a la nit, quan referescava i hi havia menys predadors.